# Selnica ob Dravi
Selnica ob Dravi (em alemão:  Zellnitz) é um município da Eslovênia. A sede do município fica na localidade de mesmo nome.